# Breno (Italie)
Pour les articles homonymes, voir Breno.
Breno est une commune italienne de la province de Brescia dans la région Lombardie en Italie.

## Administration
| Période                                  | Période  | Identité             | Étiquette | Qualité |
| ---------------------------------------- | -------- | -------------------- | --------- | ------- |
| 14 juin 2004                             | En cours | Edoardo Andrea Mensi |           |         |
| Les données manquantes sont à compléter. |          |                      |           |         |

### Hameaux
Astrio, Pescarzo, Mezzarro

### Communes limitrophes
Bagolino, Bienno, Braone, Ceto, Cividate Camuno, Condino, Daone, Losine, Malegno, Niardo, Prestine